# Tuta (Espanya)
Tuta és una entitat de població espanyola adscrita al municipi de Doñinos de Ledesma, pertanyent a la província de Salamanca, en la comunitat autònoma de Castella i Lleó. A mitjans del segle el lloc, referit en aquells dies com una alqueria ja pertanyent a Doñinos, tenia comptabilitzada una població de divuit habitants. Apareix descrit en el quinzè volum del Diccionari geogràfic de Madoz amb les següents paraules:
| «                      | TUTA: ald. en la prov. de Salamanca, part. jud. de Ledesma, térm. municipal de Doñinos. pobl.: 4 vec., 18 almas. | » |
| — (Madoz 1849, p. 188) | |   |

En 2022 tenia empadronat un únic habitant.